# Rama VIII

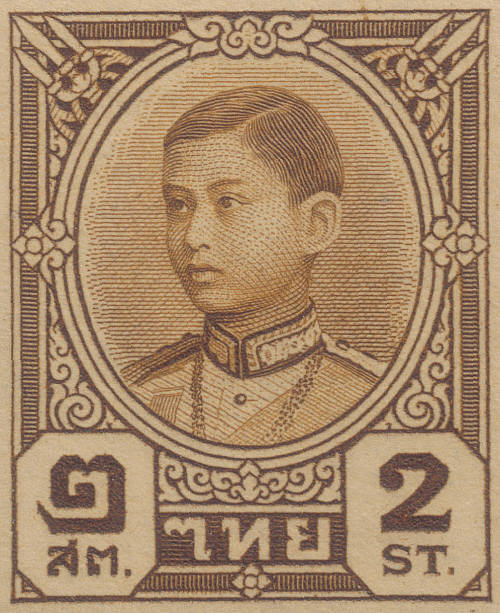
Rama VIII (postzegel)

Phra Chaoyuhua Ananda Mahidol (Heidelberg (Duitsland), 20 september 1925 – Bangkok, 9 juni 1946), beter bekend als Rama VIII of koning Ananda Mahidol, was de 8e koning (rama) van de Chakri-dynastie in Thailand. Hij volgde zijn oom Rama VII op nadat deze in 1935 vrijwillig troonsafstand had gedaan. Rama VIII is nooit officieel gekroond, maar zijn opvolgende broer, koning Rama IX, heeft hem postuum de koninklijke titels toebedeeld. Zijn regeerperiode wordt daarom gegeven als van 2 maart 1935 tot 9 juni 1946.
Hij werd geboren in het Duitse stadje Heidelberg, als tweede kind en oudste zoon van prins Mahidol Adulyadej (prins van Songkhla, zoon van koning Rama V) en prinses Somdej Phra Sri Nakarindhara. Na de dood van zijn vader in 1929 verbleef hij een groot gedeelte van zijn jeugd in Zwitserland. Galyani Vadhana is de dochter van Mahidol, de oudere zus van Ananda.
Op 2 maart 1935 benoemde de regering hem tot opvolger. Ananda Mahidol verbleef op dat moment in een school in Lausanne, Zwitserland. Op 13-jarige leeftijd bezocht hij Thailand, samen met zijn moeder en broer, prins Bhumibol Adulyadej (de latere koning Rama IX). Hierna keerde hij terug naar Zwitserland om zijn studies af te maken, om pas in december 1945 Thailand voor een tweede maal te bezoeken. Hij won de harten van de bevolking, maar werd op 9 juni 1946 dood gevonden in zijn slaapkamer, getroffen door een kogel. Dit gebeurde vier dagen voor hij zou terugreizen naar Zwitserland.

De doodsomstandigheden zijn tot op heden onbekend, al wordt als officiële reden gegeven dat zijn pistool bij het schoonmaken per ongeluk was afgegaan. Tot op heden wordt echter eerder gedacht aan moord of zelfmoord. Zijn broer Bhumibol volgde hem op, en gaf hem postuum de volledige koninklijke titels en de Negenvoudige koninklijke parasol.